# La Femme et le Pantin (film, 1959)
Pour les articles homonymes, voir La Femme et le pantin.
Pour plus de détails, voir Fiche technique et Distribution.
La Femme et le Pantin (titre italien, Femmina) est un film franco-italien réalisé par Julien Duvivier, sorti en 1959.

## Synopsis
Stanislas Marchand, autrefois écrivain à succès, a trouvé asile politique en Espagne où, remarié avec Manuela, il vit très modestement à Séville avec sa fille Éva. Cette dernière est fiancée depuis longtemps à Albert, un jeune conducteur d'autocar. Éva, attirée par la danse, aimerait en faire son métier. Lors de la feria de Abril où elle se produit, elle est courtisée par Matteo Diaz, riche manadier et grand séducteur, mais s'en amuse. Dès lors, Matteo est obsédé par le désir de la posséder jusqu'à subir les ultimes humiliations. C'est à un Matteo déchu, enfin défait de sa superbe, qu'Éva se donnera.

## Fiche technique
- Titre original : La Femme et le Pantin
- Titre italien : Femmina
- Réalisation : Julien Duvivier
- Scénario : Albert Valentin d'après le roman éponyme de Pierre Louÿs (Éditions Mercure de France, 1898)
- Adaptation : Julien Duvivier, Jean Aurenche, Albert Valentin
- Dialogues : Marcel Achard
- Assistants-réalisateurs : Fabien Collin, Alain Gouze
- Décors : Georges Wakhévitch
- Costumes : Jacqueline Moreau, Barbara Karinska
- Photographie : Roger Hubert
- Cadreur : Adolphe Charlet
- Son : William-Robert Sivel
- Montage : Jacqueline Sadoul
- Musique : Jean Wiener, José Rocca
- Photographe de plateau : Roger Corbeau
- Production : Christine Gouze-Rénal ; producteurs délégués : Pierre Cabaud, René Bézard, Louis Dolivet
- Sociétés de production : Dear Film Produzione (Italie), Gray-Film (France), Progéfi (France), Pathé (France)
- Directeur de production : Fred Surin
- Société de distribution : Pathé
- Pays de production :  France,  Italie
- Tournage :  
  - Année : 1958
  - Intérieurs : Studios de Boulogne (Boulogne-Billancourt, Hauts-de-Seine)
  - Extérieurs : en Camargue dans les (Bouches-du-Rhône (France), Séville en Andalousie (Espagne)
- Format : couleur par Technicolor - 35 mm - 2.35:1 Dyaliscope - son monophonique
- Genre : drame
- Durée : 102 minutes
- Dates de sortie : 
  - France 13 février 1959
  - Italie 4 mars 1959
- (fr) Mention CNC : tous publics (visa d'exploitation no 20026 délivré le 16 décembre 1958)

## Distribution
- Brigitte Bardot : Éva Marchand
- Antonio Vilar : Don Matteo Diaz
- Lila Kedrova : Manuela
- Jacques Mauclair : Stanislas Marchand
- Michel Roux : Albert
- Daniel Ivernel : Berthier
- Dario Moreno : Arbadajian
- Jess Hahn : Sidney
- Espanita Cortez : Maria Teresa
- Claude Godard : Mercedes
- Rivers Cadet : l'homme en voiture
- Germaine Michel : la femme en voiture
- Paul Bonifas : le chef du restaurant français
- Dominique Zardi : un marin
- Bob Ingarao : un marin
- Betty Beckers : une danseuse
- Anne-Marie Mersen : une danseuse
- Marie-José Guil : Pilar
- Denise Carvenne
- Gisèle Grimm
- Marcel Loche
- Roger Stefani
- Yolaine Dangly
- Monique Just
- Elvira Guerrero : une danseuse
- Salvador Diaz  : un chanteur

## Appréciation critique
« Un héros ridicule, une héroïne au caractère finalement assez mal défini, des comparses sans intérêt (l'écrivain exilé est un minable et sa compagne une mégère) : nous n'avons pour nous consoler que le pittoresque andalou et la beauté de B. B.. Julien Duvivier, le réalisateur, et Roger Hubert, le chef opérateur, se sont efforcés de nous dépeindre le grouillement des rues et des places de Séville et l'austère grandeur des paysages qu'arrose le Guadalquivir, sans tomber dans les lieux communs touristiques. On ne peut dire que leur réussite ait été constante, et c'est de tel ou tel « intérieur » dû au talent du décorateur Georges Wakhévitch que je me souviendrai plutôt. Quant à Brigitte Bardot, vierge folle et vierge sage, tout à tour aguichante, pudique et rêveuse, elle traverse le film avec l'assurance des jeunes déesses qui n'ont rien à craindre des humains. »

— Jean de Baroncelli, Le Monde, 19 février 1959

« L'Espagne aidant, La Femme et le Pantin est un film extraordinairement pudique.[...] Cette beauté classique, à la fois morale et physique, faite d'élégance, de spontanéité et d'exigence presque abstraite, Duvivier la rejoint plus directement que Vadim, ne l'envisageant que dans ce qu'elle a de plus épuré. »

— Luc Moullet, Cahiers du cinéma, n°94, avril 1959

## Bardot sur Duvivier
- Brigitte Bardot[2] : « Le père Duvivier, surnommé « Dudu » par l’équipe, n’était pas à proprement parler un rigolo. Coiffé éternellement d’un chapeau il passait son temps à mâchouiller sa langue, ou à remettre son dentier en place. Cela ne retirait rien à son talent, mais je subodorais immédiatement que nos rapports seraient difficiles, sinon impossibles. Il scrutait tout, avec ses petits yeux de souris malicieuse, et peut-être que lui-même pensait de moi la même chose de son côté.
Nous devions commencer le tournage pendant la fameuse feria de Séville. […] Une foule bigarrée, bruyante et excitée, se désaltère à la sangria tous les trois mètres. Comme le soleil est déjà très chaud et que le sang espagnol n’a rien à lui envier, je vous laisse imaginer l’état dans lequel se trouvent les gens au bout de 24 heures… […] Maguy qui me doublait a été lâchée là-dedans pour que le cameraman puisse repérer le parcours que je ferais au moment du tournage. Les gens ont cru que c’était moi et Maguy a failli mourir étouffée, piétinée, violée. On l’a sortie de ce flot monstrueux, hagarde, les vêtements déchirés, le visage tuméfié ! Je l’avais échappé belle ! Il était impossible de tourner avec moi un plan pareil ! Eh bien Dudu pensait le contraire, pour lui c’était la vérité et il fallait que j’y aille ! Je refusai net ! […] Après une perte de temps considérable, il fut convenu que j’irais au milieu de cette foule délirante, encadrée par une sérieuse escorte d’hommes de l’équipe. […] C’est ainsi que je fus jetée en pâture au milieu de cette foule hurlante. […] J’ai été littéralement soulevée de terre. Ma robe était remontée sous mes bras, quant à ma culotte, des milliers de mains venues de je ne sais où essayaient de me l’enlever, se glissant partout sur mon corps. […] Comment m’a-t-on sortie de là, je ne m’en souviens pas car j’avais à moitié perdu connaissance ! […] Seul Dudu était ravi, il se frottait tranquillement les mains, tout content de lui : « Tu vois, tu n’es pas morte. » […] Le film reprit aux studios de Boulogne dans des décors de Georges Wakhevitch, extraordinairement reconstitués. […] Pendant les répétitions d’une scène où je devais envoyer promener Antonio Vilar, Dudu décida que je lui tirerais la langue ! Moi, tirer la langue et en gros plan par-dessus le marché… Je refusai net !
— Et pourquoi ?
— Parce que c’est mal élevé, que mes parents m’ont toujours interdit de tirer la langue, et qu’une langue en gros plan n’a rien d’esthétique.
Et Dudu se mit à mâchouiller la sienne en attendant que je tire la mienne. […] Fred Surin, le directeur de production pour qui chaque minute valait des milliers de francs, était hors de lui. « Comment, toute cette histoire pour une langue ? » […] Et tout le monde se mit à me tirer la langue pour me montrer que ce n’était pas si terrible que ça ! Et plus je voyais ces langues pendantes, plus je décidais de ne surtout pas leur ressembler et fermais la bouche hermétiquement. J’eus le dessus ! Le tirage de langue fut remplacé par une grimace que j’essayais de faire la moins horrible possible ! À la suite de cet incident les mauvaises langues s’en sont donné à cœur joie ! »

## Versions
- Le film de Duvivier est la cinquième adaptation cinématographique du roman, après les versions de Reginald Barker (1920), Jacques de Baroncelli (1929), Josef von Sternberg (1935) et Wali Eddine Sameh (ar) (1946)[3], suivie par celle de Luis Buñuel (Cet obscur objet du désir en 1977), sans compter les adaptations télévisées.